# Commissione Lindsay
La commissione d'inchiesta Lindsay (Lindsay Tribunal) è stata una commissione ministeriale d'inchiesta costituita in Irlanda l'8 settembre 1999 per investigare le infezioni da HIV e HCV contratte dagli emofilici in seguito alla somministrazione di emoderivati infetti forniti dal servizio trasfusionale irlandese (il Blood Transfusion Service Board, BTSB). Unico membro della commissione è stato il giudice Alison Lindsay, dal quale prende il nome.
La commissione è stata richiesta attraverso due risoluzioni del Dáil Éireann e del Seanad Éireann (le due camere del parlamento irlandese) del 2 giugno 1999 ed è stata costituita attraverso un ordine del Ministro della Salute e dei Bambini Brian Cowen il successivo 8 settembre.

## Attività
La commissione si è riunita in sessioni pubbliche per 196 giorni tra il 27 settembre 1999 e il 28 novembre 2001. La raccolta di testimonianze orali ha avuto inizio il 2 maggio 2000 e sono stati ascoltati 146 testimoni.
Secondo i dati raccolti dal Virus Reference Laboratory di Dublino, 104 emofilici sono risultati essere positivi agli anticorpi anti-HIV e 217 sono risultati positivi per quelli anti-HCV, tra questi 69 persone sono risultate infettate da entrambi i virus. Il numero totale di persone registrate dal laboratorio nazionale come infette dal virus HIV oppure dal virus HCV è quindi pari a 252, a cui devono essere aggiunte eventuali altre persone non testate da quel laboratorio. Al settembre 2002, 79 emofilici infettati risultano essere deceduti.
La gran parte degli emoderivati utilizzati era stata prodotta a partire da plasma ottenuto da donatori locali, ma è stato accertato che una parte del plasma proveniva da fornitori statunitensi che lo raccoglievano nelle prigioni e dai tossicodipendenti, ambienti ad alto rischio di infezione.
La commissione ha avuto un costo di 46,649 milioni di euro, in gran parte dovuti al rimborso delle spese legali sostenuti dalle parti coinvolte.

## Risultati
Nel rapporto pubblicato il 5 settembre 2002, la commissione d'inchiesta ha criticato il centro nazionale per l'emofilia (National Haemophilia Centre) per la sua lenta risposta all'insorgenza del rischio di infezioni da HIV. I risultati della commissione sono riassumibili in:
- I pazienti sono stati avviati all'autotrattamento domiciliare con emoderivati commerciali potenzialmente dannosi anche dopo che il rischio d'infezione è stato scoperto.
- Emoderivati non sottoposti all'inattivazione virale probabilmente non sono stati richiamati dopo che sono stati resi disponibili emoderivati più sicuri inattivati al calore.
- Non c'è stata alcuna comunicazione formale rivolta ai centri regionali affinché cessassero l'utilizzo di emoderivati non termotrattati.
- C'è stato un ritardo inaccettabile (fino a quattro anni) tra l'effettuazione dei test per la ricerca di HIV e HCV e la comunicazione dei risultati.